# Блюмхаген, Лотар
Лотар Блюмхаген (нем. Lothar Blumhagen, 16 июля 1927, Лейпциг, Саксония — 10 января 2023, Берлин) — немецкий артист театра и кино. Особо известен как артист озвучивания кинофильмов, был немецким голосом многих мировых кинозвёзд.

## Биография
Родился в Лейпциге. Получил актёрское образование в школе Смольни-Хердт в Лейпциге, там же учился в Высшей школе музыки и театра.
Сценический дебют состоялся в родном городе в 1947 году, в литературном кабаре «Die Rampe». Затем служил в театрах Лейпцига, Галле и Берлина, был в труппе Немецкого театра в Берлине (1954—1956).
Дебютировал в кино в 1954 году в фильме «Ведьмы» (нем. Hexen) и в дальнейшем начал получать роли в лентах ведущей кинокомпании DEFA. В 1956 году переехал в Западный Берлин, стал участником ансамблей Театра Шиллера и Шлосспарктеатра. В 1970 году ему было присвоено звание артиста города Берлина (нем. Berliner Staatsschauspieler). После работы в DEFA он редко играл в кино и на телевидении, но участвовал в документальном фильме «Свидетельница эпохи — Кете Кольвиц» (нем. Zeugin der Zeit — Käthe Kollwitz) в 1985 году и в совместном проекте Западной и Восточной Германии «Каспар Давид Фридрих — границы времени» (нем. Caspar David Friedrich – Grenzen der Zeit) в 1986 году.
Много работал как актёр озвучивания, стал одним из ведущих актёров этого амплуа в Германии, был задействован более чем в 600 фильмах. Ещё в 1950 году он начал работать диктором на Лейпцигской радиостанции. Далее последовали первые синхронные переводы в DEFA. За высококачественный дубляж Жерара Филипа в фильме «Красное и чёрное» Блюмхаген получил в 1956 году премию имени Генриха Грайфа второй степени (ГДР).
Его голос описывался как «тёмный, грубый и безошибочно узнаваемый» (нем. dunkles, raues Timbre war unverkennbar), и его часто выбирали для озвучивания на немецком языке ролей британских джентльменов с их характерной самоуничижительной иронией. Он озвучивал Кристофера Пламмера в ролях от преподобного Джонатана Уирли в «Области» в 1987 году, Артура Кейса в «Inside Man» в 2006 году до Харлана Тромби в комедии «Достать ножи» в 2020 году. Он часто был немецким голосом Роджера Мура в таких ролях, как лорд Бретт Синклер (немецкая версия комедийного боевика «Сыщики-любители экстра-класса»). Он также озвучил роль Джонатана Хиггинса, которого сыграл Джон Хиллерман в криминальном сериале «Частный детектив Магнум». Он стал голосом Кристофера Ли («Череп»), Алана Рикмана, Эрланда Юзефсона и Андреаса Кацуласа в роли посла Г’Кара в «Вавилоне-5». В «Die Unbestechlichen» 1976 года, немецкой версии «Вся президентская рать», он озвучил Глубокую глотку - роль, существующую только в форме голоса. Продолжал активно работать, когда ему было уже более 90 лет.
Лотар Блюмхаген был женат на Ингеборге Блюмхаген, урождённой Лой (1925—2018). В браке родился сын.

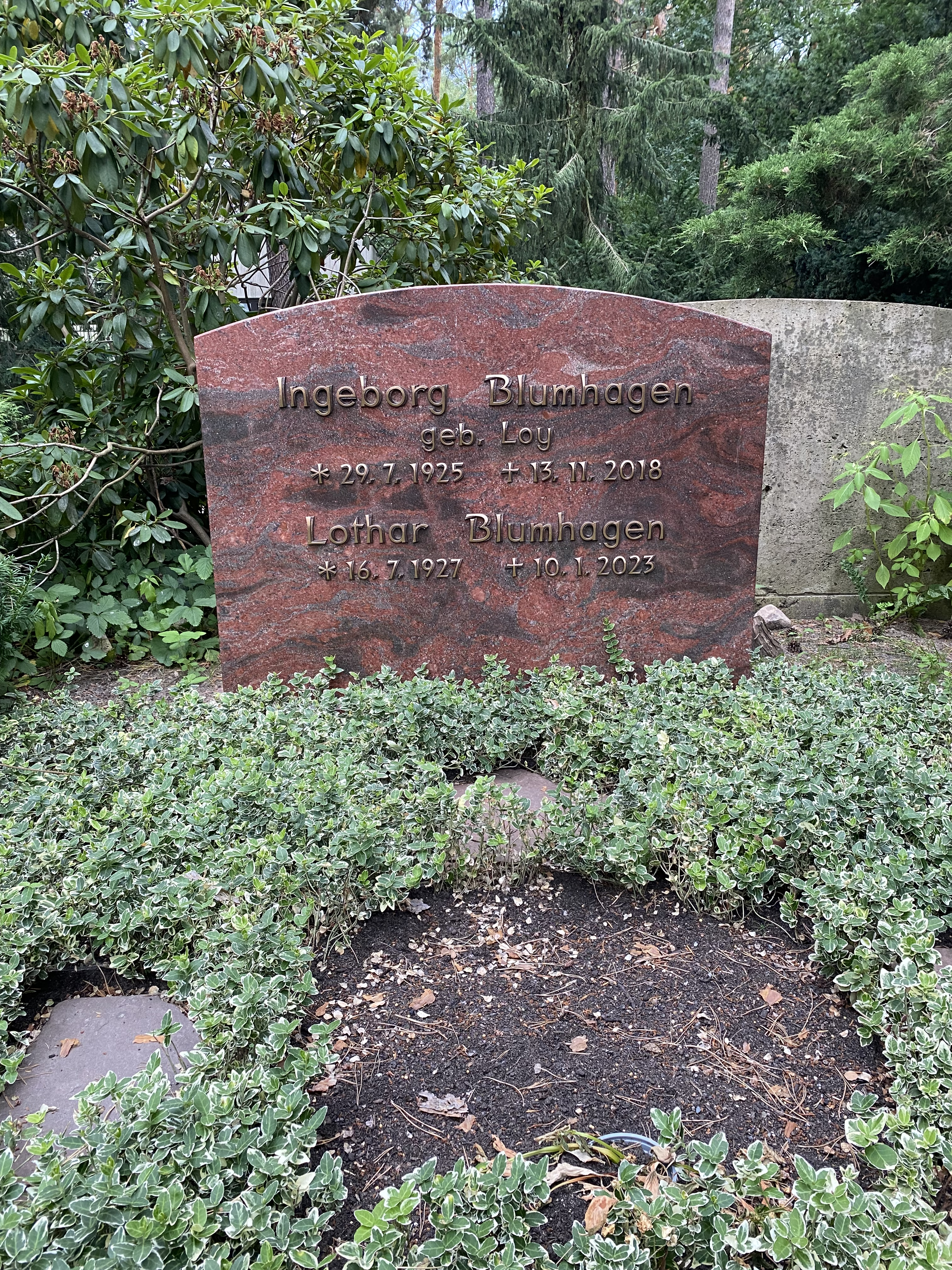
Могила Лотара Блюмхагена

Умер в берлинской больнице 10 января 2023 года в возрасте 95 лет. Похоронен на Далемском лесном кладбище в Берлине.
Близко знавшие Лотара Блюмхагена отмечали его чувство юмора, добросердечность и щедрость.

«Мы будем помнить его как непредубеждённого человека, страстно увлечённого искусством и литературой»
Оригинальный текст (нем.)Wir werden ihn als aufgeschlossenen, kunst- und literaturbegeisterten Menschen in Erinnerung behalten

## Фильмография
- 1990 (нем. Hotel Paradies: Folge Wer war der Täter?)
- 1987 (нем. Wenn’s nach mir ginge)
- 1986 «Каспар Давид Фридрих — Границы времени» (нем. Caspar David Friedrich – Grenzen der Zeit)
- 1985 (нем. Zeugin der Zeit – Käthe Kollwitz)
- 1984 (нем. Vor dem Sturm)
- 1984 «Мечтатели» (нем. Die Schwärmer)
- 1981 (нем. Die Erbin)
- 1980 (нем. Schicht in Weiß (Serie))
- 1975 «Госпожа фон Бебенбург» (нем. Frau von Bebenburg)
- 1974 (нем. Unter Ausschluß der Öffentlichkeit (Fernsehreihe): Folge Der Freund)
- 1972 (нем. Auf den Spuren der Anarchisten (TV))
- 1968 (нем. Unwiederbringlich (Fernsehfilm))
- 1968 (нем. Gift für die Rosen (Fernsehfilm))
- 1967 «Натан Мудрый» (нем. Nathan der Weise)
- 1966 (нем. Die schwarze Hand (Fernsehfilm))
- 1964 (нем. Das Vergnügen, anständig zu sein)
- 1956 (нем. Friedrich Schiller)
- 1955 «Летняя Любовь» (нем. Sommerliebe) — Robby
- 1954 «Ведьмы» (нем. Hexen) — Werner Kühlemann